# Samefonden
Samefonden är en fond som har till ändamål att främja rennäring, samisk kultur och samiska organisationer. Ur samefonden kan bidrag lämnas till bland annat inköp av mark för renskötsel och rennäringens rationalisering. Fondens medel förvaltas av Kammarkollegiet. Ärenden om bidrag prövas av Styrelsen för samefonden eller av Sametinget, beroende på vad bidraget ska användas till. Ordförande i fonden är f.n. Helena Dådring. 

## Styrelse i Samefonden

### 2022–2024
| Ledamot                  | Parti                  | Befattning      | Ersättare         | Parti                      |
| ------------------------ | ---------------------- | --------------- | ----------------- | -------------------------- |
| Helena Dådring           | Vuovdega               | Ordförande      | Peter Holmqvist   | Jakt- och fiskesamerna     |
| Veronika Håkansson       | Jakt- och fiskesamerna | Vice ordförande | Lilian Mikaelsson | Landspartiet Svenska Samer |
| Stefan Mikaelsson        | Vuovdega               | Ledamot         | Johan Hedemalm    | Jakt- och fiskesamerna     |
| Anja Fjellgren Walkeapää | Samelandspartiet       | Ledamot         | Anneli Päiviö     | Samelandspartiet           |
| Tomas Unga               | Guovssonásti           | Ledamot         | Nila Jannok       | Guovssonásti               |
| Johanna Njaita           | Samelandspartiet       | Ledamot         | Marita Stinnerbom | Guovssonásti               |